# DHTML
Dynamic HTML или DHTML — это способ (подход) создания интерактивного веб-сайта, использующий сочетание статичного языка разметки HTML, встраиваемого (и выполняемого на стороне клиента) скриптового языка JavaScript, CSS (каскадных таблиц стилей) и DOM (объектной модели документа).
Он может быть использован для создания приложения в веб-браузере: например для более простой навигации или для придания интерактивности форм. DHTML может быть использован для динамического перетаскивания элементов по экрану. Также он может служить как инструмент для создания основанных на браузере видеоигр.
DHTML приложения, которые вполне автономны в браузере, без серверной поддержки, такой как база данных, иногда вынуждены обращаться к Single Page Applications, или SPA.
Конкурирующая техника включает в себя Adobe Flash и Silverlight.
См. также сравнение браузерных движков, о списке API-функций, доступных в каждом браузере для использования в DHTML-приложении.

## Презентации
S5 — это DHTML-презентация, которая может выполняться в современных браузерах. Единый XHTML-файл включает набор слайдов, которые могут просматриваться в режиме слайд-шоу (кадр за кадром, в полноэкранном представлении), а также распечатаны как пресс-релиз. С помощью DHTML легко реализуется динамическая навигация и простые анимационные эффекты. Разметка осуществляется с помощью CSS.